# 13e bataillon de volontaires des Vosges

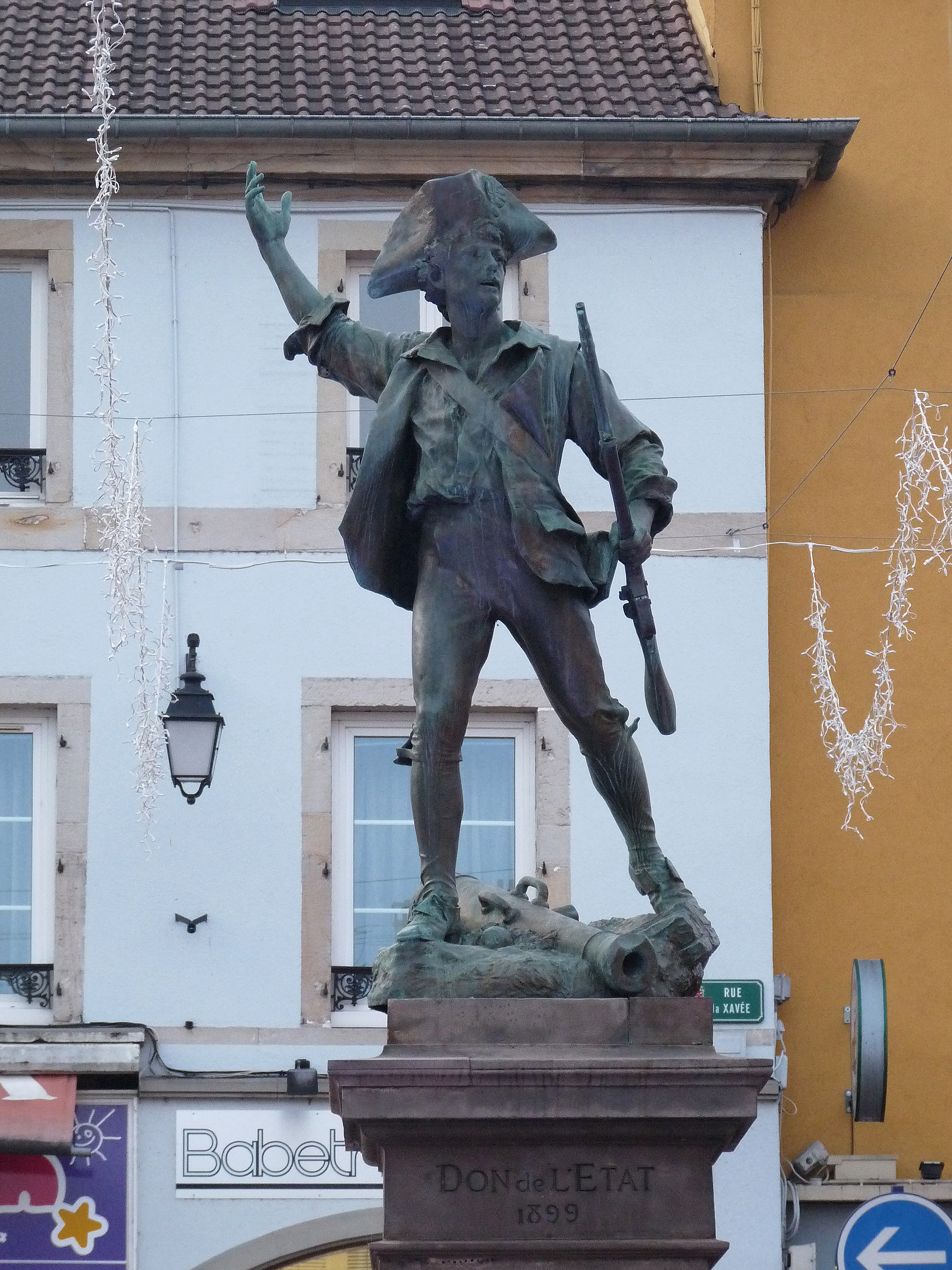
Statue du Volontaire de 1792 à Remiremont

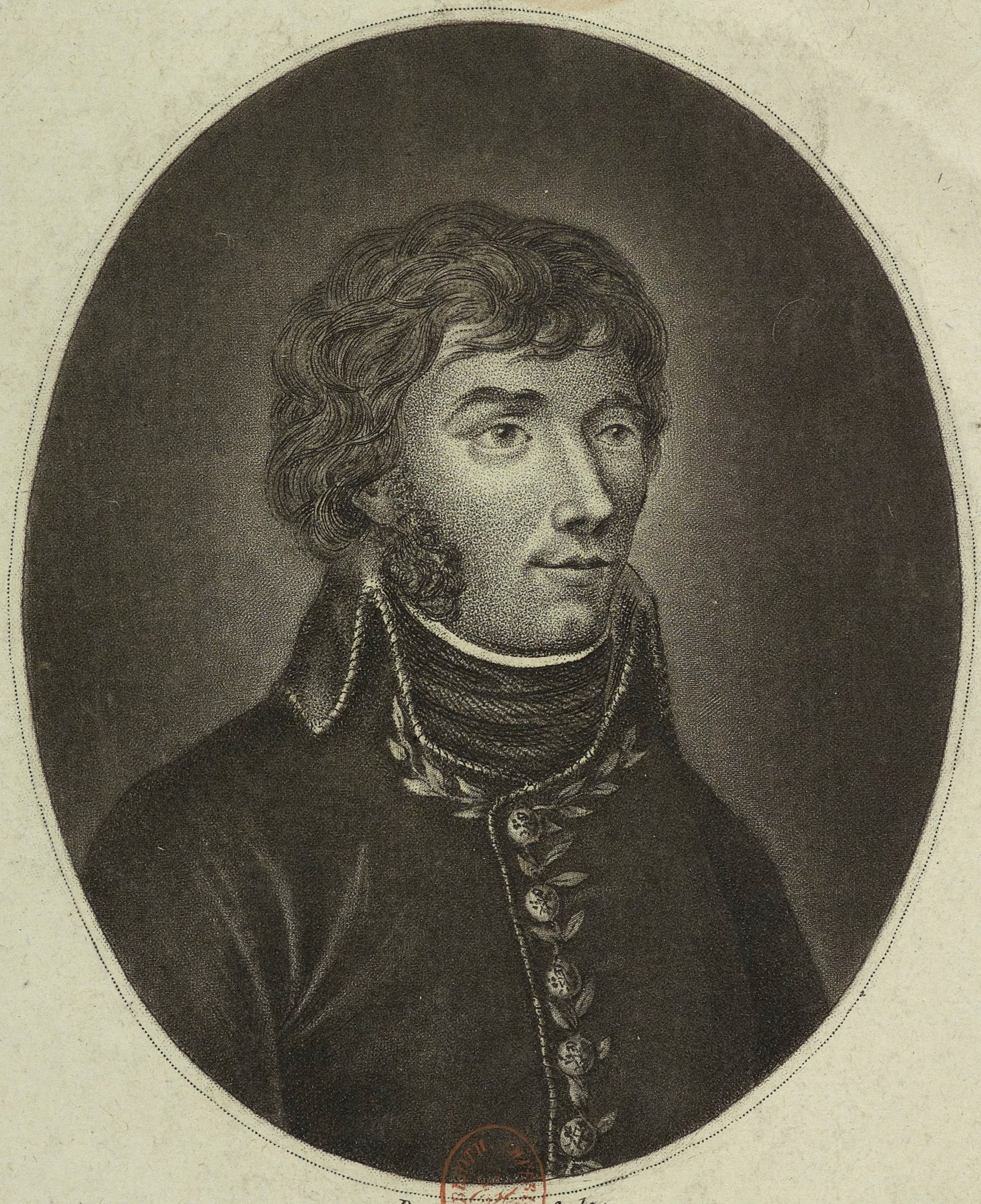
Le Général Humbert.

Le 13e bataillon de volontaires des Vosges est créé le 2 août 1792 et sera amalgamée à la 157e demi-brigade de première formation.

## Création
En 1792 le nombre de volontaires dans le département des Vosges dépasse de beaucoup le chiffre demandé par l'Assemblée législative. Sur une proposition faite par François de Neufchâteau, l'Assemblée déclare le 8 août que le département des Vosges a bien mérité de la patrie.
Le 13e bataillon sera donc composé des volontaires surnuméraires et des compagnies distraites des districts de Bruyères, le 6e bataillon , de Remiremont, le 8e bataillon et de Darney, le 9e bataillon .
La 4e compagnie du 13e bataillon, faite de volontaires de Remiremont, se choisit pour capitaine, le 11 août 1792, Jean Joseph Amable Humbert. Quatre jours plus tard il est nommé Lieutenant-colonel en second. On trouve comme Quartier-maître François Puton de Remiremont qui sera rejoint par ses deux fils à la 70e demi-brigade. 

## Armée du Rhin
Le 13e quitte Épinal le 17 août puis  rejoint  en quelques jours Haguenau en marchant par Saint-Dié, Sélestat et Strasbourg. C'est à Haguenau que la troupe apprend le maniement des armes et s’apprête au combat. Le 13e bataillon est envoyé rejoindre l'Armée du Rhin en mars 1793 et défend Mayence assiégé d'avril à juillet. Aux termes des conditions de reddition applicable à toute la garnison française de Mayence, le 13e bataillon est enlevé du front extérieur. Par la Convention, il est dès lors réaffecté aux opérations intérieures au territoire français, en l'occurrence à l'Armée de l'Ouest chargée des combats à mener contre la chouannerie vendéenne.

## Armée de l'Ouest

### Bataille de Torfou
Lors de la bataille de Torfou, qui verra la victoire des troupes contre-révolutionnaires, le 19 septembre 1793, le 13e voit disparaître 42 soldats.

### Bataille de Dol
A la bataille de Dol, qui dure du 20 au 22 novembre 1793, on ne relève que le nom du chirurgien-major Cyprien Pernot de Fontenoy-le-Château dans les morts du 13e bataillon.

### Bataille de Cholet
Le 13e bataillon se dirige sur Cholet et participe à la bataille qui aboutit à une victoire décisive des forces républicaines. Le bataillon perd 11 hommes. Les relevés fait par Henry Poulet donnent les noms de Jean-Joseph Petitdemenge, de Corcieux, Claude Mouget, de Ménarmont, Antoine Bregin, de Grandrupt, Jean-Claude Querquin, de Bains et d'Adrien Munier, de Gruey comme tombés au combat le 8 février et le 10 mars 1794.
C'est sur ce champ de bataille que le jeune Jean Joseph Amable Humbert, fut à 27 ans, nommé général de brigade le 10 mars 1794. 

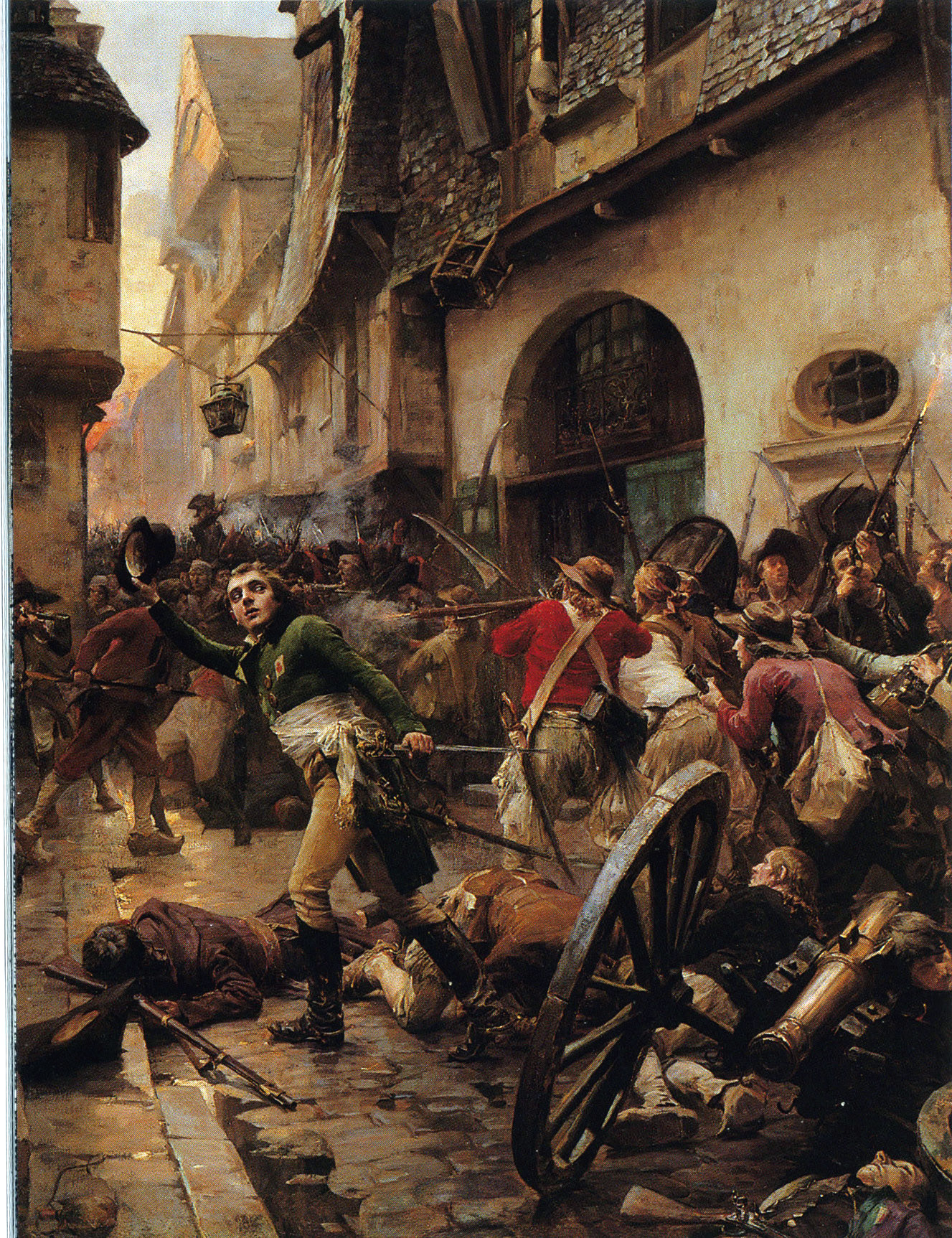
Combat dans les rues de Cholet par Paul-Émile Boutigny.

### Bataille de Laval
Le 22 octobre 1794, le 13e bataillon fait partie des 6 000 hommes qui défendent Laval. Cette bataille s'avéra être un échec pour les Républicains. On connait le nom de quatre jeunes volontaires du 13e bataillon qui y laissèrent la vie : Valentin Lagas, de Brouvelieures,  Martin Balland, de Brû, Joseph Grandmaire, de Harsault et Charles Creusot, de Remiremont.

## Dissolution
Formé à Luçon, la 157e demi-brigade de première formation, fait les campagnes de l'an IV et de l'an V à l'armée de l'Ouest.

Lors du second amalgame, elle est incorporée dans la 70e demi-brigade de deuxième formation où s'illustrera le jeune Marc Antoine Joseph Frédéric Puton.